# 人種差別
人種差別（じんしゅさべつ、英: racial discrimination）とは、
- 人種的偏見 によって、ある固定の人種を差別すること[1]（辞書における定義）。
- 人種、皮膚の色、世系又は民族的若しくは種族的出身に基づくあらゆる区別、排除、制限又は優先であって、政治的、経済的、社会的、文化的その他のあらゆる公的生活の分野における平等の立場での人権及び基本的自由を認識し、享有し又は行使することを妨ぐ又は害する目的又は効果を有するもの（人種差別撤廃条約における定義）。

## 概説
定義
- 人種差別撤廃条約は、1条の1で「人種、皮膚の色、世系又は民族的若しくは種族的出身に基づくあらゆる区別、排除、制限又は優先であって、政治的、経済的、社会的、文化的その他のあらゆる公的生活の分野における平等の立場での人権及び基本的自由を認識し、享有し又は行使することを妨げ又は害する目的又は効果を有するもの」と定義している。ただし、1条の2には「この条約は、締約国が市民と市民でない者との間に設ける区別、排除、制限又は優先については、適用しない」とあり、国籍の有無による区別は人種差別にはあたらないとしている。ただし参政権などのように「公権力の行使又は国家の意思の形成に影響を与えるから」などの合理的な根拠がある場合に限られるとしている。
- 社会学者ロバート・マイルズは、レイシズムを以下のように定義した。 
  - 肌の色など恣意的に選び出された特徴を重要な基準として選択し（segregation）、この特徴により人間集団をカテゴライズし(en)（racialization）、否定的／肯定的な評価を付与し、 一定の人間集団を排除／包摂（exclusion／inclusion）していくイデオロギー。
  - ステレオタイプな「他者」像（representation of the Other）をともなう。
  - 分類の基準となる特徴は、一般に形質的なもの（例　肌の色、頭部（en:human head）の形、（生まれつきの）髪の色、瞳の色、等々）だが、見て直ぐに分からない生まれつきの現象（例：血統）も重要な特徴として選ばれることがある。
- 人種差別を含む差別的表現、差別的言動は「ヘイトスピーチ」とも呼ばれる。詳細はヘイトスピーチを参照。

研究方法
一般的な研究方法は、ある人種の写真を一瞬だけ見せ、それに対して肯定的か否定的かを反応させることで人種差別の度合いを測るというものだが、メタ分析によればこれは有効ではない。

## 歴史と事例
以下、人種差別の歴史と現在の動向について概説する。

### ヨーロッパ

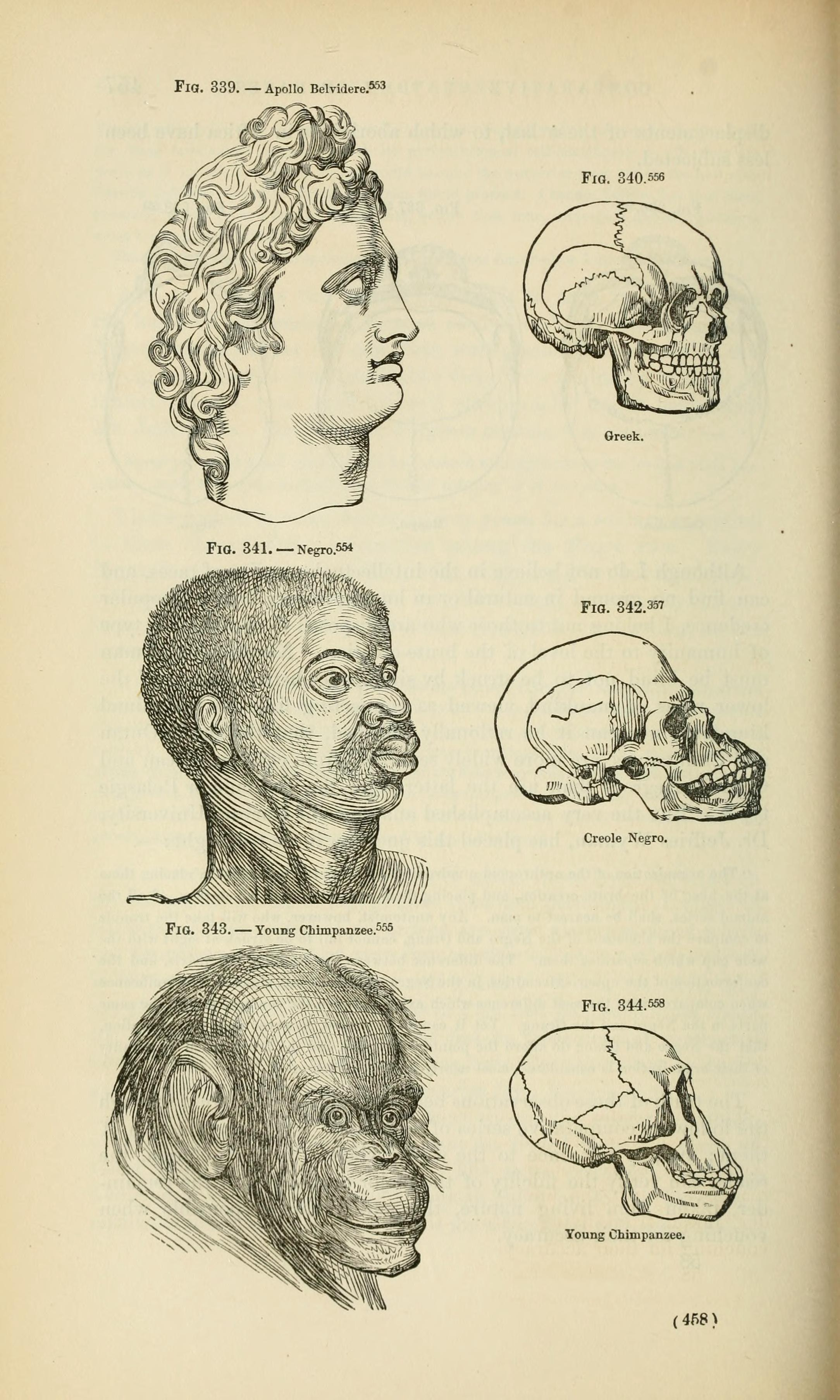
ジョサイア・C・ノットとジョージ・R・グリッドンの著作「地球の土着人種」(1857年)より。黒人は知性において白人とチンパンジーの間に位置するとしている

#### ドイツ
反ユダヤ主義を掲げたナチスは、「セム人種」や「ユダヤ人種」という生物学的分類を主張し、主に民族的・宗教的な分類であるユダヤ人を生物学的にも区別しようとした。2021年、厳密な学術誌「International Migration Review」は、ドイツにおける外国人雇用差別の決め手となるのは、外国人風の名前よりも訛りであることを明らかにした。

#### ギリシャ
ギリシャでは人種差別的な攻撃に関して有罪判決が下ることはほとんどなく、人種差別が横行しているとされる。ギリシャの経済危機があってから、彼ら移民はギリシャ人の不満のはけ口にされており、特に攻撃にさらされている。

### アフリカ大陸
サハラ砂漠以南のアフリカに集中的に居住していた黒人は古代においてアラブ人やペルシア人の奴隷として扱われた時期があり、人種差別の対象であった。イスラム圏の偉大な哲学者であるイブン・ハルドゥーンでさえも黒人を差別の対象としている。ただし、預言者ムハンマドの時代以前、アラブ人諸部族が、アラビア半島で統一の国家を持つことなく、部族間の争いに明け暮れていたころ、対岸のアフリカ大陸にはエチオピアという黒人の大帝国が存在していた。エチオピアからアラブ諸族が侵略を受けることもあれば、逆にエチオピアに保護を求めることもあった。そのためアラブ人には、黒人は文化程度の劣った人種というより、自分たちより文化水準の高い畏怖すべき人種という概念が持たれていた時代もあった。確かにアラブ諸族には黒人奴隷を所有する者もいたが、黒人はあくまで奴隷の一部であり、奴隷の大半は同じアラブ諸部族の戦争捕虜や、海賊に拉致されたり奴隷商人に買われたヨーロッパ系住民であり、いわゆる白人であった。アッバース朝時代には南イラクの大規模農業で使役していた黒人奴隷が過酷な労働環境に不満を抱き反乱を起こしている（ザンジュの乱）。なお、ヨーロッパからアフリカを見た用語としてブラックアフリカがある。
大航海時代以降は「新大陸」を発見したヨーロッパ人が、そこにおける労働力として黒人奴隷を使役した。ヨーロッパ人は主に西〜中央アフリカに住む黒人を奴隷として使役してきた。これは「新大陸」での極度に集約的な大量生産のために奴隷が好都合だったことや、「新大陸」における先住民がヨーロッパ人が持ちこんだ伝染病によって多くが死んだため、代わりの労働力を必要としたこと、その際に黒人は伝染病への耐性を持っていると信じられ、適任であると考えられたこと、外見的な特徴から非奴隷との区別がしやすかったことなどの理由があげられる。ヨーロッパ列強がアフリカの大半を植民地支配するのは19世紀末以降であり、それまではアフリカ現地の国家や有力部族長が、敵対部族の者を捕らえ、ヨーロッパ人に対して奴隷として売却して利益をあげていた。ヨーロッパ人に購入された黒人は奴隷船の船倉に積み込まれ、新大陸等の市場へ輸送された。奴隷船船倉の条件は過酷であったので市場に着く前に命を落とす黒人もかなりの割合にのぼった。奴隷市場では商品として台の上に陳列され、売買された。彼ら黒人奴隷は人格を否定され、家畜と同様の扱いであった。軽い家内労働に従事できる者や奴隷身分から解放される者はごく少数だった。こうしたヨーロッパ人による奴隷制度は、1888年にブラジルが奴隷制度を廃止するまで続いた。こうして奴隷労働に支えられて成り立った世界的な商品がサトウキビと綿花であった。

### 北アメリカ大陸

#### アフリカ系住民に対する差別
アメリカの南北戦争は、奴隷解放戦争としての性格を性格の一つとして帯びていた。多くの黒人奴隷に経済基盤を支えられ、奴隷解放に反対していた南部の各州が敗れると、制度としてのアメリカの奴隷は、撤廃・解放されたが、実質的な差別は、根強く残った（ジム・クロウ法）。第二次世界大戦後の歴史では、ベトナム戦争の反戦運動に関連してマーティン・ルーサー・キング・ジュニア牧師による公民権運動が、多数のアメリカ市民に影響を残した。

#### 「インディアン」への差別
アメリカ合衆国は領土拡大の際の「邪魔者」として、インディアン（ネイティブ・アメリカン）を徹底的に排除する政策を実施した。第3代大統領トーマス・ジェファーソンはインディアンの保留地（Reservation）への囲い込みを推し進め、第7代大統領アンドリュー・ジャクソンは「インディアンは滅ぼされるべき劣等民族である」と合衆国議会で演説した。軍人のフィリップ・シェリダンの「よいインディアンとは死んだインディアンの事だ」という発言や、ウィリアム・シャーマンの「インディアンを今年殺せるだけ殺せば、来年は殺す分が少なくて済む」といった発言は、合衆国の民族浄化の姿勢をよく表すものである。
「インディアン強制移住法」の違法を合衆国最高裁判所が認め、「インディアンは人間である」と判決文に添付したのは1879年になってようやくのことであった。しかしそれ以後もインディアンは「Colored（色つき）」として1960年代まで「ジム・クロウ法」の対象とされていた。

#### アジア系住民に対する差別
黄色人種（アジア系）は北米やイギリスなどにおける東アジア系移民の学歴や生活水準は白人以外の人種の中にあって高い部類である。
一方、20世紀前半のアメリカやカナダでの中国系移民や日系移民の境遇をみると、苦力などの奴隷的境遇に落とされたり、また苦労して経済的地位を築いた後も「黄禍論」を背景とした排斥の動きに遭遇したという歴史がある。特に日系人は第二次世界大戦中は市民権を停止され、強制収容所に収容されるに至った。同じように米国と交戦していた他のドイツ系、イタリア系といった枢軸諸国出身者やその子孫はほぼ制限を受けることはなかったため、白人以外の人種の日本人に対する人種差別とみなされている。
2020年以降、中国由来の新型コロナウイルスの世界的流行によりアジア系住民が暴行を受けたり暴言を浴びせられる事件が度々発生している。

### 南アメリカ大陸

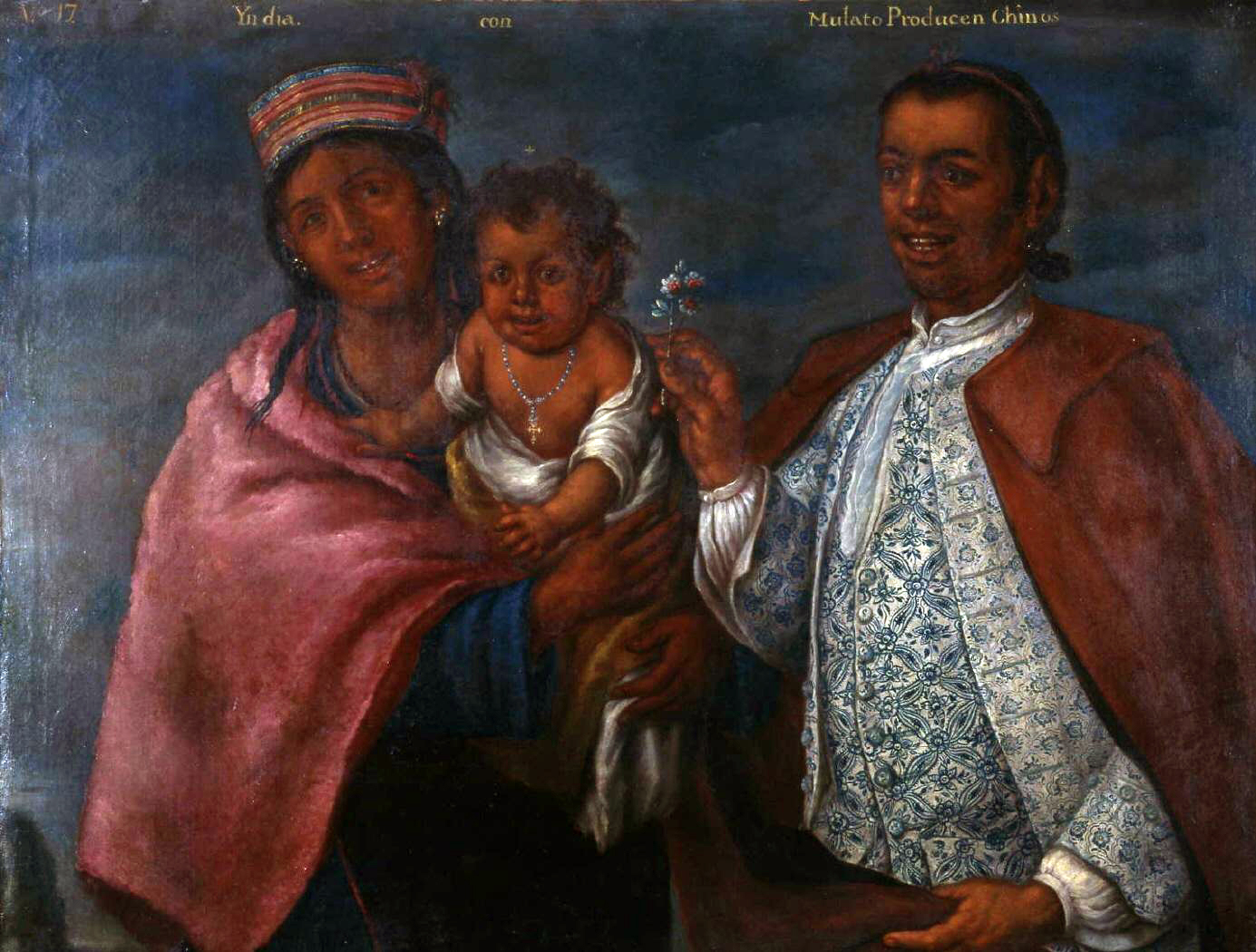
「インディアンとムラートがチノ（混血）を生む」という1770年の絵画

スペイン人侵入後の南米は、マヤ、アステカなどの征服地で彼らの国家を武力で滅ぼし、虐待・大量虐殺によって植民地支配し、先住民インディオを差別の中に置いた。
スペイン領では、ラス・カサスらキリスト教伝道師がインディアン保護に奔走するが、これは、結果的に労働力の代替としての黒人奴隷導入につながる。近代以降も白人、混血、インディオで社会階層が分かれている国家が少なくない。

### 日本列島
日露戦争後の日本は、非ヨーロッパ系の有色人種国家として唯一の列強であり多くの移民も送り出していたが、欧米帝国主義からの反発や日系移民への排斥問題を受けて、自国の存続権利を守るため「人種差別反対」の立場をとることが多かった。 連合国の一員として参加した日本代表が第一次世界大戦後のパリ講和会議で、人種差別撤廃条項を提案するも、イギリス代表・アメリカ代表などの議長拒否権行使や全会不一致により不成立に終わっている。渡部昇一は、国際会議において人種差別撤廃を明確に主張した国は日本が世界で最初であると主張している。
第二次世界大戦では人種差別を国是とするナチス・ドイツと軍事同盟（日独伊三国同盟）を締結したが、欧州人でも白人でもキリスト教徒でもない日本人はナチスのユダヤ人迫害には非協力的だった。むしろ、満州国にユダヤ人自治州を建設する河豚計画が存在し、日独伊三国同盟成立後も五相会議でユダヤ人を迫害をしない旨を取り決め、他の枢軸国・占領地域のようにユダヤ人迫害に協力することはなかった。そのため、欧州から脱出するユダヤ人難民にとって、ソ連から日本の影響下にある満洲国を経て米国他へ逃避するルートは重要なものとなっていた。ただし、猶太人対策要綱にあるように、外交的な配慮からユダヤ人の保護に積極的に関与することは無くなっていく。当時日本の外交官として在カウナス日本領事館に勤務していた杉原千畝は数千のユダヤ人にビザを発給してその生命を救出することに尽力したが、これはあくまでも彼の個人的な判断によるものである。人種差別の一例として元牧師の八巻正治は自著『聖書とハンディキャップ』の中で「ある神学校の校長を務めたことがあり、現在は大衆伝道者として福音派の中では非常によく知られる伝道者は、各地の集会において自分のケニアでの伝道体験をもとにして、黒人の肌の色を弁舌たくましくオーバーに語り、会衆の笑いを引き起こす例話として多用しています。」と指摘している（『同著』pp.45）
日本においての差別は特定の人種や民族だけではなく、日本人（大和民族）以外の人間（外人）を差別するというものである。特に警察は有色人種の外国人をターゲットにした職務質問（レイシャル・プロファイリング）を行っているとアメリカ大使館が在日アメリカ人に対し警告を呼びかけている。
近年の日本においては「2000年代に入って過激化した在日韓国人・朝鮮人への差別的言動・街宣活動」が問題視され、「本邦外出身者に対する不当な差別的言動の解消に向けた取組の推進に関する法律（2016年6月3日施行）」や、大阪市や川崎市でヘイトスピーチ条例などの対策法が成立した。
また日本に対して2014年には、国際連合人種差別撤廃委員会から人種差別への対応を要求する勧告が発表されており、その勧告に対して日本国政府が「人種差別撤廃委員会の最終見解（CERD/C/JPN/CO/7-9）に対する日本政府コメント」という形で2回に分けて回答をしている。
民間では黒人差別をなくす会が黒人の表現について抗議活動を行っている。

### 朝鮮半島
大韓民国は人種差別撤廃委員会の勧告を受理せず、出入国管理法を改悪し移住労働者の権利を制限し、また移住労働者に対して偏見から暴言や暴行・労働搾取などをおこなっている。2012年に韓国国家人権委員会が発行した「漁業移住労働者人権状況実態調査」によれば、93.5％もの船員移住者は悪態や暴行を経験し、うち42.6％は暴行を経験していたと公表された。
2012年、フィリピン系韓国人のイ・ジャスミンが国会議員に就任した際には韓国のインターネット上では人種差別的なバッシングが起こった。
2014年2月14日にはインドネシア人の船員が韓国人同僚から暴行され死亡する事件が発生している。国連人種差別撤廃委員会は2012年に韓国政府に対して差別撤廃禁止法などの制定を勧告したものの、韓国政府は履行しておらず「移住労働者は事業場も自由に変われない」「現代版の奴隷をつくりだして今も人種差別政策を施行している」（韓国・外国人移住労働運動協議会、イ・ジェサン運営委員長）とされる。
2013年6月、プロ野球選手の金泰均が黒人投手シェーン・ユーマンに対して「黒い顔のせいで、彼がマウンドで笑うと白い歯とボールが重なり、ボールが打ちにくい」と発言し、国家人権委員会から警告を受けた。
2014年には、抱川アフリカ博物館の移住労働者労働搾取事件が発覚した。この事件では、アフリカ人の芸術家が法定最低賃金の半分ほどの賃金しか受け取れず、労働者が奴隷のような労働を抗議すると「アフリカなら大金じゃないか」と博物館側は答えた。
2014年9月、国連人権高等弁務官事務所の人種差別等特別報告官が韓国で実態調査を行った。韓国のテレビ番組で芸能人が黒人のマスクをかぶったり、「ディス・アフリカ」という広告でチンパンジーを登場させるなどの事例が報道されており、AFP通信は「韓国人は無意識に人種差別をしている」と報じた。

## 撤廃への国際的な試み
第一次世界大戦の講和会議であるパリ講和会議では、連合国の一員であった日本側代表団が「人種的差別撤廃提案」を行なった。イギリス代表やオーストラリア代表が強硬に反対する中で採決が行われ、結果11対5で賛成多数となったが、議長のアメリカ大統領ウッドロウ・ウィルソンが例外的に全会一致を要求したため、否決された。
1963年11月20日、国際連合が「あらゆる形態の人種差別の撤廃に関する国際連合宣言」を採択。1965年に国際連合が「あらゆる形態の人種差別の撤廃に関する国際条約」を採択、1969年に同条約が発効した。1996年に日本で同条約が
1976年に「差別、敵意又は暴力の扇動となる国民的、人種的又は宗教的憎悪の唱道は、法律で禁止する。」と定める第20条の第2項を含む市民的及び政治的権利に関する国際規約（国際人権規約）が成立した。同規約はまた第2条で“締約国は差別的言動を取り締まる法制が自国にない場合、然るべく整備する”、第5条で“差別を行なう自由や権利は何人にもない、本規約はそのような権利自由を認めない”と定める。
2001年、南アフリカのダーバンで開催された「国連反人種差別主義会議」（WCAR）では、南半球の国家代表たちによる人種差別、植民地主義、大西洋横断の奴隷売買、およびシオニズムに対する人種差別非難が相次いだ。会議は、パレスチナ人の権利保護要求、シオニズムに対する満場一致の非難を決議した。米国、イスラエルの代表団は、これに猛反発し、決議をボイコットした。
2009年4月20日からスイスのジュネーヴで開催されたWCARでは、米国、イスラエルに加え、カナダ・オーストラリア・ニュージーランド・ドイツ・イタリア・スウェーデン・ポーランド・オランダの各国代表がボイコットした。
2020年の系統的レビューでは、人種差別のレベルは国によって大きく異なるにもかかわらず、人種差別が減少する兆候はほとんど見られない。現代においても、渡航先でのアジア人差別の程度は、日本人が海外に移住する際に最も注意すべき要素である。少数民族が自分たちの民族性に誇りを持つと、健康を含むあらゆる分野で多くの利益があることを示す論文はある。

## レイシャルハラスメント
人種、出自、国籍をもとに、相手を攻撃したり不安にすることをレイシャルハラスメントと呼ぶ。
出自に関する侮蔑的発言や特定の民族しかいないことを前提とした会話や事業、ミスや考え方を特定のルーツに結びつけた評価なども含み、あらゆる関係性で起こりうる。特定の民族の優位性をうたう表現や、外国人排斥に関する発言などがレイシャルハラスメントに該当する。例）非国民発言など
国家と個人を過剰に結び付け同一視し、他国本土で起きた事件や歴史上の諍いを、あたかも特定の個人が引き起こしたかのように結び付け、いわれない批判を行うことも、レイシャルハラスメントに該当する。
もちろん、人種的なハラスメントは、経験したことのない人が想像するよりもはるかに有害なので、就職や留学を希望する人は、まず、当地の人種差別のレベルが平均を上回っているかどうかを調べること。

## 関連書籍
- クリストファー・ソーン著『太平洋戦争における人種問題』市川洋一訳、草思社, 1991年
- ジョン・ダワー著『容赦なき戦争 太平洋戦争における人種差別』斎藤元一訳、平凡社ライブラリー、2001年